# AAO (음반)
〈AAO〉는 Kis-My-Ft2의 14번째 싱글이다.

## 개요
초회 생산 한정반 , 통상반, 키스마이 SHOP반의 3형태로 발매된다.
나오토 인티 레이미가 작사・작곡을 담당 한 표제곡 〈AAO〉는 멤버인 타마모리 유타의 주연 드라마 「청춘탐정 하루야 ~ 어른의 악을 허락하지 않아!~」의 주제가 커플링곡「NOVEL」은 코와 「홋카이로누쿠누쿠당번」CM송이다.

## 수록곡

### 초회 생산 한정반
CD
1. AAO
2. NOVEL

DVD
1. 「AAO」MUSIC VIDEO
2. MUSIC VIDEO 메이킹 도큐먼트

### 통상반
☆ 초회 슬리브 사양

☆ 이벤트 참가 응모권 시리얼코드 봉입 (最後もやっぱり君 연동 응모 기획)

CD
1. AAO
2. NOVEL
3. Let it BURN!
4. 負けないで
5. KIS-MY-TALK

### 키스마이 SHOP반
☆ 쟈켓 사이즈 솔로 포토 카드（7매）
CD
1. AAO
2. NOVEL

DVD
1. 「AAO」멤버 안무 강좌
2. KIS-MY-GALLERY 스페셜 영상
3. 코와「홋카이로 누쿠누쿠 당번」CM촬영 메이킹